# Spoorlijn Rheineck - Walzenhausen
De spoorlijn Rheineck - Walzenhausen is een Zwitserse spoorlijn van de voormalige particuliere spoorwegonderneming Bergbahn Rheineck–Walzenhausen (RhW). Sinds 2006 maakt de RhW deel uit van de Appenzeller Bahnen (AB).

## Geschiedenis
Oorspronkelijke plannen uit 1870 voorzagen in een aansluiting van Walzenhausen op de Rorschach-Heiden-Bergbahn. Omdat dit project niet kon worden gerealiseerd werd besloten een spoorlijn naar Rheineck aan te leggen. Op 17 december 1894 werd de Bergbahngesellschaft opgericht en op 16 april 1895 begonnen de bouwwerkzaamheden.
Vanaf de opening op 27 juni 1896 was de lijn aangelegd als een kabelbaan. De aandrijving kwam tot stand door waterkracht. Op het bergstation Walzenhausen de tanks aan het voertuig te vullen met water. Dit water werd op het dalstation Rheineck weer verwijderd.
In 1909 werd de lijn verlengd met een normaalsporige aansluiting als tramlijn tussen dalstation Rheineck en het SBB-station Rheineck.
In 1958 werd het hele traject omgebouwd met een spoorbreedte van 1200 mm, het voormalig kabelbaan traject werd voorzien van tandstaaf en bovenleiding. Op dit traject is slechts een voertuig als type BDeh 1 aanwezig.

## Traject
Sinds 1958 gebruikt de RhW een afwijkende spoorbreedte van 1200 millimeter en begint op een eigen kopspoor naast het SBB - station Rheineck. De twee kilometer lange adhesie traject gaat bij het voormalig dalstation van de kabelbaan over op tandstaafsysteem Riggenbach en verbindt het dorp Rheineck in het kanton Sankt Gallen steekt de straat van Rheineck naar St. Margrethen over en begint bij het voormalig dalstation aan de met tandstaaf voorziene helling van 250‰ is ook een tunnel van 315 meter aanwezig en bereikt de trein tweemaal per uur het bergdorp Walzenhausen in het kanton Appenzell Ausserrhoden. Hier is het eindstation gelegen in een 70 meter lange tunnel onder het Kurhaus.
In de volksmond werd de lijn «Walzenhausener-Bähnli» dan wel «Walzenhausen-Express» genoemd.
Indien het enige voertuig van de RhW in onderhoud is wordt voor vervangend busvervoer gezorgd.

## Tandradsysteem
De RhW maakt gebruik van het tandradsysteem Riggenbach. Riggenbach is een tandradsysteem ontwikkeld door de Zwitserse constructeur en ondernemer Niklaus Riggenbach (1817-1899).

## Elektrische tractie
Het aansluiting traject van de RhW tussen het dalstation en het SBB station Rheineck werd in 1909 geëlektrificeerd met een spanning van 600 volt gelijkstroom. In 1958 werd het gehele traject geëlektrificeerd.

## Fusie
In de loop van 2006 werd bekend dat de RhW en de Rorschach-Heiden-Bergbahn (RHB), de Trogenerbahn (TB) en de Appenzeller Bahnen (AB) met terugwerkende kracht per 1 januari 2006 werden gefuseerd. De vier ondernemingen rijden tegenwoordig onder de naam Appenzeller Bahnen.